# Minoru Kanehisa
Minoru Kanehisa   (Nagasaki, 23 de gener de 1948) és un bioinformàtic japonès. És professor de projectes a la Universitat de Kyoto, director tècnic de Pathway Solutions Inc i president de NPO Bioinformatics Japan. És un dels experts en bioinformàtica més reconeguts i respectats del Japó i és conegut per desenvolupar la base de dades de bioinformàtica KEGG.
El 2018 va ser inclòs en una llista de Clarivate Citation Laureates per al Premi Nobel de Fisiologia o Medicina per "contribucions a la bioinformàtica, concretament pel seu desenvolupament de l'Enciclopèdia de Kyoto de Genes i Genomes (KEGG)".

## Carrera
Kanehisa va estudiar a la Universitat de Tòquio, on va obtenir el seu títol de Doctor en Ciències en Física el 1976. Va continuar els seus estudis postdoctorals a la Johns Hopkins School of Medicine i al Laboratori Nacional Los Alamos i es va convertir en científic del personal de Los Alamos el 1981. Mentre estava a Los Alamos, va ser un dels desenvolupadors de la base de dades GenBank de totes les seqüències de nucleòtids disponibles públicament i les seves traduccions de proteïnes. Kanehisa es va incorporar a la Universitat de Kyoto com a professor associat el 1985, es va convertir en professor el 1987.
El 1995, Kanehisa va iniciar el projecte de base de dades KEGG (Enciclopèdia de Kyoto de gens i genomes). Va preveure la necessitat d'un recurs informatitzat que es pogués utilitzar per a la interpretació biològica de les dades de la seqüència del genoma, va començar a desenvolupar la base de dades KEGG PATHWAY. És una col·lecció de mapes de vies KEGG dibuixats manualment que representen el coneixement experimental sobre el metabolisme i diverses altres funcions de la cèl·lula i l'organisme. Cada mapa de rutes conté una xarxa d'interaccions i reaccions moleculars i està dissenyat per enllaçar gens del genoma amb productes gènics (principalment proteïnes) de la via. Gràcies a això s'ha permès l'anàlisi anomenada mapatge de la via KEGG, mitjançant la qual es compara el contingut gènic del genoma amb la base de dades KEGG PATHWAY per examinar quines vies i funcions associades és probable que estiguin codificades al genoma.

## Premis i honors
El 1999, va ser escollit el primer president de la Societat Japonesa de Bioinformàtica. També va ser escollit com a membre de la Societat Internacional de Biologia Computacional el 2013.